# Dryopteris × initialis
Dryopteris × initialis là một loài dương xỉ trong họ Dryopteridaceae. Loài này được Fraser-Jenk. & M.F.V. Corley mô tả khoa học đầu tiên năm 1972.
Danh pháp khoa học của loài này chưa được làm sáng tỏ. 